# Footloose (musical)
Footloose is een musical, gebaseerd op de gelijknamige film. De Nederlandse productie wordt gemaakt door V&V Entertainment en ging op 1 februari 2009 in première.

## Verhaal
Een jongen vertrekt samen met zijn moeder vanuit de grote stad naar een klein dorpje, waar de dominee de macht heeft. Tot grote frustratie van de jongen mag er geen moderne muziek worden gedraaid en niet gedanst worden. Alles wat volgens de dominee zondig is, is verboden. De jongen heeft hier moeite mee en gaat de strijd aan met de dominee. Daarbij wordt hij ook nog eens smoorverliefd op zijn dochter.

## Nederlandse cast

### Cast
- William Spaaij, Vincent de Lusenet - Ren
- Kim-Lian van der Meij, Cindy Bell, Nadine Nijman - Ariel
- Talita Angwarmasse, Britt Lenting - Rusty
- Roy Kullick, Sjoerd Oomen - Willard
- Jeroen Phaff, Michel Sorbach - Dominee Shaw Moore
- Marleen van der Loo - Vi Moore
- Janke Dekker, Joyce Stevens - Alternate Vi Moore
- Richard Rodermond, Sjoerd Oomen - Chuck
- Nadine Nijman, Jantien Euwe - Urleen
- Evert Jan Korving, Frank Beurskens - Lyle
- Vincent de Lusenet, Lucas Theisen - Travis
- Joyce Stevens, Barbara Holl - Ethel
- Britt Lenting, Cindy Bell - Elenor, Betty, Irene
- Michel Sorbach, Sjoerd Oomen - Wes
- Nicky van der Kuyp, Barbara Holl - Wendy-Jo

### Creatives
- Martin Michel - Regie, choreografie
- Allard Blom - Vertaling en bewerking
- Ad van Dijk - Muzikaal leider
- Arno Bremers - Kostuumontwerp
- Marc Heinz - Lichtontwerp
- Eric van der Palen - Decorontwerp
- Jorgen Verhaeren - Geluidsontwerp
- Joep Onderdelinden - Spelcoach

## Discografie

### Albums
| Album met eventuele hitnotering(en) in de Nederlandse Album Top 100 | Datum van verschijnen | Datum van binnenkomst | Hoogste positie | Aantal weken | Opmerkingen |
| ------------------------------------------------------------------- | --------------------- | --------------------- | --------------- | ------------ | ----------- |
| Footloose, De swingmusical                                          | 2009                  | 14-03-2009            | 56              | 1            | Soundtrack  |